# マリア・カラス
マリア・カラス（Maria Callas, ギリシア語: Μαρία Κάλλας, 1923年12月2日 - 1977年9月16日）は、ギリシャ系アメリカ人のソプラノ歌手。ニューヨークで生まれパリで没し、20世紀最高のソプラノ歌手とまで言われた。特に『ルチア（ランメルモールのルチア）』『ノルマ』『ヴィオレッタ（椿姫）』『トスカ』などの歌唱は、技術もさることながら役の内面に深く踏み込んだ表現で際立っており、多くの聴衆を魅了すると共にその後の歌手にも強い影響を及ぼした。

## 生涯

### 生い立ち
マリア・カラスはギリシャ系移民の子としてアメリカ合衆国のニューヨークで生まれ、本名はマリア・アンナ・ソフィア・セシリア・カロゲロプーロス (Maria Anna Sofia Cecilia Kalogeropoulos) であった。1937年にギリシャに渡りアテネ音楽院でエルビーラ・デ・イダルゴに学んだ。

### 傑出した歌手
1939年4月2日アテネ王立歌劇場で『カヴァレリア・ルスティカーナ』（マスカーニ作曲）のサントゥッツァを歌ってデビューした。1947年にはヴェローナ音楽祭で『ラ・ジョコンダ』の主役を歌い、1950年にはミラノ・スカラ座に『アイーダ』を、1956年にはニューヨークのメトロポリタン歌劇場に『ノルマ』を歌ってデビューし、それぞれセンセーショナルな成功を収めた。
演奏会形式でないデビュー舞台であるスッペの『ボッカチオ』、初期の『フィデリオ』、20代の頃のヴァーグナー（イタリア語で『トリスタンとイゾルデ』のイソルデ、同じくイタリア語で『パルジファル』のクンドリを歌った録音が残っている）でドイツオペラのレパートリーは（モーツァルトのイタリア語作品も含めて）ほぼ途絶えており、以後はイタリア・オペラの広いレパートリーで歌うようになった。ロッシーニ、ベッリーニ、ドニゼッティらのベルカントオペラから、ヴェルディ、プッチーニなど、リリコ・スピントやドラマティコの声質むけの役柄でも並外れて優れた歌唱を行った。
カラスの特に傑出した点は、そのテクニックに裏打ちされた歌唱と心理描写と演技によって、通俗的な存在だったオペラの登場人物に血肉を与えた事であろう。持ち前の個性的な声質を武器にして、ベルカントオペラに見られるありきたりな役どころにまで強い存在感を現した。それまではソプラノ歌手のアクロバティックな聴かせどころに過ぎず、物語から遊離していた「狂乱の場」も、カラスにおいてはヒロインの悲劇を高める為の重要なドラマの一部となった。彼女によってそれまで廃れていたベルカントオペラが多く蘇演され、その作品の真価を多くの聴衆に知らしめた。特に、『ランメルモールのルチア』『ノルマ』『メデア』などは彼女によって本格的な復活上演が行われるようになったといっても良いくらいである。
各地のオペラハウスに出演する一方、辣腕音楽プロデューサーのウォルター・レッグによりEMIレーベルに次々とオペラ全曲を録音し、ジョン・カルショウのプロデュースによるレナータ・テバルディを主役にした英デッカのレコードとは人気を二分した。
ただし、現役時代はライバルとしてファンまでが二陣営に別れ対立したカラスとテバルディだが、歌唱パートでは重なるレパートリーはそれほど多くはない。ヴェルディのみならずヴェリズモやドラマティコ・コロラトゥーラまでの広範なレパートリーをカバーしつつも特にベルカントオペラに情熱を注いだカラスに比べると、テバルディの本領はあくまでヴェルディ中期以降やプッチーニのリリコ・スピントが中心であった。

### 衰え
かくも高名なマリア・カラスだが、彼女の声の絶頂期は10年ほどに過ぎなかった。長期間の訓練に裏付けられて安定していた彼女の声は、彼女のキャリアや美貌に嫉妬する数々の嫌がらせや捏造されたスキャンダルによっての心労、不摂生なプライベート生活や、ドラマティコや、ベルカントの難役を歌い続け声を酷使した為に急速に失われてしまう（カラスの当たり役の1つである『ノルマ』は声への負担が大きい難役であった。そのため例えば優れたソプラノ歌手であったエディタ・グルベローヴァは、咽喉を傷めることを恐れキャリア晩年までこの役を忌避した）。
マリアはダイエットについて質問を受けたとき、サラダと鶏肉中心の食事療法で体重を落としたと答えている。
ローマのパネテッラ・ミルズ社側の証人は裁判でマリアはダイエットの手段として自社の「フィジオロジック・パスタ」を摂取することにより体重を減らしたと証言した。
ジョヴァンニ・バッティスタ・メネギーニの回想によれば、カラスはサナダムシを排出してから痩せ始めたという。
1960年前後から、カラスの不調は彼女の優れた表現力をもってしても隠せなくなっていく。ソプラノの聴かせどころである高音域が徐々に不安定になり、楽譜通りに音域をカバーできない事態が増えた。オペラへの出演が減り、リサイタルに比重が移っていった。
1958年1月2日、ローマ歌劇場が行ったベッリーニ『ノルマ』に主人公ノルマ役で出演したが、カラスは病気のため第1幕だけで出演を放棄してしまった。その結果、場内は怒号の渦巻く大混乱となり、この公演はさんざんな失敗に終わった。
その後、イタリアでのスキャンダルから逃れるようにフランスのパリオペラ座と契約。1958年12月19日オペラ座にておこなわれたデビューコンサートは第一部がコンサート形式によるヴェルディやベッリーニなどオペラアリア、第二部はスカルピアにティート・ゴッビを迎え『トスカ』の第2幕のみを舞台上演というもので（レジオンドヌール協会へのチャリティ）、ルネ・コティフランス大統領臨席の下で大成功を収める。このコンサートはフランス国営テレビで生放送され、後にほぼテレビ番組そのままを映画化（『マリア・カラス　伝説のオペラ座ライブ』）される。
1965年の『トスカ』の舞台を最後に事実上の引退状態に。何度か舞台復帰の噂もたったが、パゾリーニの映画『王女メディア』への出演、オペラ演出（『シチリアの晩鐘』）、EMIへの数曲の録音、ジュリアード音楽院マスタークラスの講師など散発的な活動が続いたのみであった。
1973年と1974年に来日。1974年にはジュゼッペ・ディ・ステファーノ（テノール）と国内5ヶ所でピアノ伴奏によるリサイタルを行った。この1974年の日本公演は前年から始まっていたワールドツアーの最後を飾るものであり、福岡、大阪、東京、広島と続き、札幌の北海道厚生年金会館で締めくくられた。これが彼女の生涯における最後の公式な舞台となった（東京公演の模様はNHKによってTV収録されている）。

### 謎の死

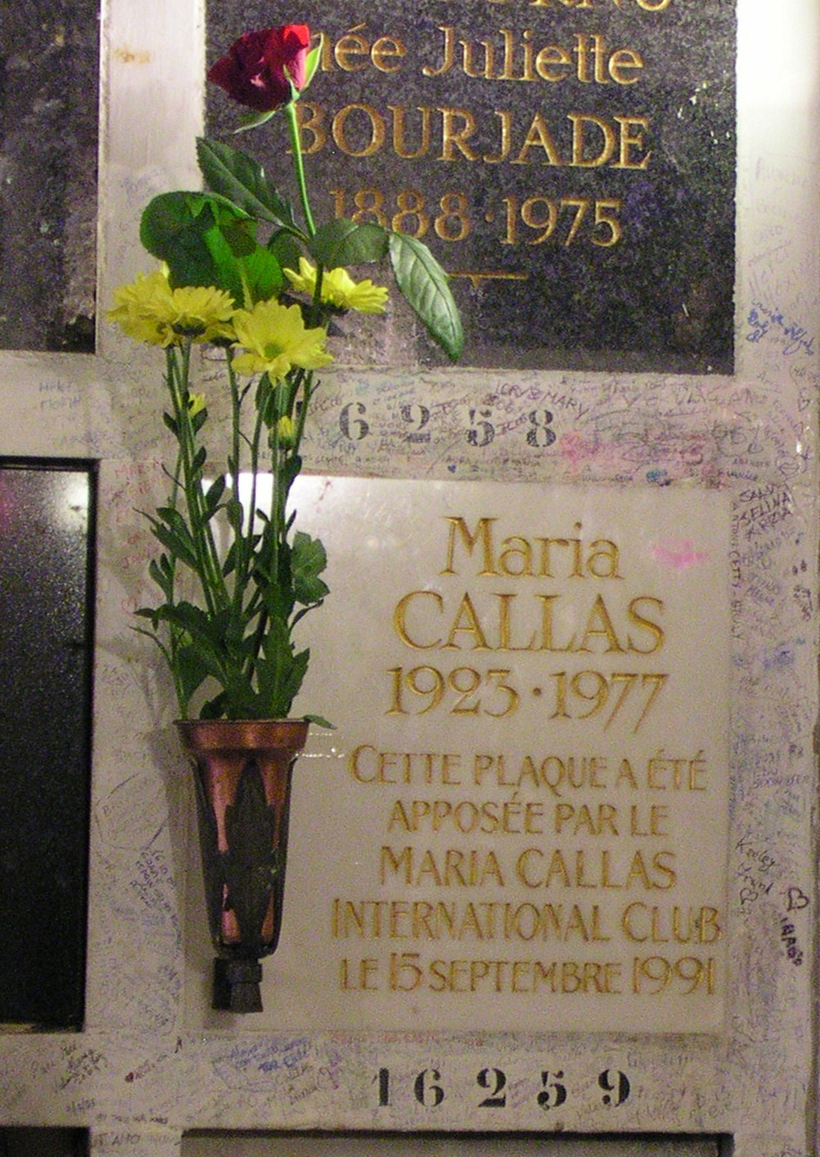
ペール・ラシェーズ墓地にあるカラスの墓碑

1977年9月16日、隠棲していたパリ16区の自宅にて53歳で死去。死因は心臓発作と言われるが、カラスと公私に渡り交流のあった演出家のフランコ・ゼフィレッリは、彼女の遺産を横領したヴァッソ・デヴェッツィ（ピアニスト）による毒殺説を唱えており、謎の部分も多い。
遺灰はパリのペール・ラシェーズ墓地に一旦は埋葬されたが、生前の希望により1979年に出身地のギリシャ沖のエーゲ海に散骨された。

## 人物
カラスの最初の夫は30歳年上のイタリアの実業家ジョヴァンニ・バッティスタ・メネギーニであったが、後にアリストテレス・オナシスのもとに出奔し離婚。オナシスとの愛人関係はケネディ大統領未亡人ジャッキーとオナシスの結婚により終わる。その後、かつての同僚だったディ・ステファーノと恋愛関係に入る。しかしその関係も1976年12月末に終わった。
自伝を書くのはいつですかとの記者のインタビューに対し、カラスは書く事が出来るのは全てを知っているカラスの夫だけと答えていた。カラスの死後にカラスの夫であるジョヴァンニ・バッティスタ・メネギーニが『わが妻 マリア・カラス』を執筆した。この本は手紙や写真やその他真実を物語る多くの資料によって書かれている。

## 主要なレパートリー
- ドニゼッティ:『ランメルモールのルチア』、『アンナ・ボレーナ』
- ベッリーニ:『ノルマ』、『清教徒』、『夢遊病の女』、
- ヴェルディ:『マクベス』、『ヴィオレッタ（椿姫）』、『イル・トロヴァトーレ』
- プッチーニ:『蝶々夫人』、『トスカ』、『トゥーランドット』
- ケルビーニ:『メデア』

## ディスコグラフィ

### オペラ全曲
- 『ラ・ジョコンダ』（1952年、チェトラ（イタリア語版））アントニーノ・ヴォットー指揮トリノ・イタリア放送交響楽団演奏：カラス（ジョコンダ）、ジャンニ・ポッジ（エンツォ）、パオロ・シルヴェーリ（イタリア語版）（バルナバ）、フェドーラ・バルビエーリ（イタリア語版）（ラウラ）
- 『ランメルモールのルチア』（1953年、コロムビア＝EMI）トゥリオ・セラフィン指揮フィレンツェ五月音楽祭管弦楽団演奏：カラス（ルチア）、ジュゼッペ・ディ・ステファーノ（エドガルド）、ティート・ゴッビ（エンリーコ）、ラファエル・アリエ（ライモンド）
- 『清教徒』（1953年、コロムビア＝EMI）トゥリオ・セラフィン指揮ミラノ・スカラ座管弦楽団演奏：カラス（エルヴィラ）、ジュゼッペ・ディ・ステファーノ（アルトゥーロ）、ロランド・パネライ（リッカルド）、ニコラ・ロッシ＝レメーニ（ジョルジオ）
- 『カヴァレリア・ルスティカーナ』（1953年、コロムビア＝EMI）トゥリオ・セラフィン指揮ミラノ・スカラ座管弦楽団演奏：ジュゼッペ・ディ・ステファーノ（トゥリッドゥ）、カラス（サントゥッツァ）、ロランド・パネライ（アルフィオ）、アンナ・マリア・カナーリ（ローラ）
- 『トスカ』（1953年、コロムビア＝EMI）ヴィクトル・デ・サバタ指揮ミラノ・スカラ座管弦楽団演奏：カラス（トスカ）、ジュゼッペ・ディ・ステファーノ（カヴァラドッシ）、ティート・ゴッビ（スカルピア）
- 『椿姫』（1953年、チェトラ）ガブリエーレ・サンティーニ指揮トリノ・イタリア放送交響楽団演奏：カラス（ヴィオレッタ）、フランチェスコ・アルバネーゼ（イタリア語版）（アルフレード）、ウーゴ・サヴァレーゼ（イタリア語版）（ジョルジョ）
- 『ノルマ』（1954年、コロムビア＝EMI）トゥリオ・セラフィン指揮ミラノ・スカラ座管弦楽団演奏：カラス（ノルマ）、マリオ・フィリッペスキ（ポリオーネ）、エベ・スティニャーニ（アダルジーザ）、ニコラ・ロッシ＝レメーニ（オロヴェーゾ）
- 『道化師』（1954年、コロムビア＝EMI）トゥリオ・セラフィン指揮ミラノ・スカラ座管弦楽団演奏：ジュゼッペ・ディ・ステファーノ（カニオ）、カラス（ネッダ）、ティート・ゴッビ（トニオ）、ロランド・パネライ（シルヴィオ）
- 『運命の力』（1954年、コロムビア＝EMI）トゥリオ・セラフィン指揮ミラノ・スカラ座管弦楽団演奏：カラス（レオノーラ）、リチャード・タッカー（ドン・アルヴァーロ）、カルロ・タリアブーエ（イタリア語版）（ドン・カルロ）、エレーナ・ニコライ（イタリア語版）（プレツィオジッラ）、ニコラ・ロッシ＝レメーニ（修道院長）
- 『イタリアのトルコ人』（1954年、コロムビア＝EMI）ジャナンドレア・ガヴァッツェーニ指揮ミラノ・スカラ座管弦楽団演奏：カラス（ドンナ・フィオリッラ）、ニコライ・ゲッダ（ドン・ナルチーゾ）、ニコラ・ロッシ＝レメーニ（セリム）、フランコ・カラブレーゼ（イタリア語版）（ドン・ジェローニオ）、ピエロ・デ・パルマ（アルバザール）
- 『蝶々夫人』（1955年、コロムビア＝EMI）ヘルベルト・フォン・カラヤン指揮ミラノ・スカラ座管弦楽団演奏：カラス（蝶々さん）、ニコライ・ゲッダ（ピンカートン）、マリオ・ボリエッロ（シャープレス）、ルチア・ダニエリ（イタリア語版）（スズキ）
- 『アイーダ』（1955年、コロムビア＝EMI）トゥリオ・セラフィン指揮ミラノ・スカラ座管弦楽団演奏：カラス（アイーダ）、リチャード・タッカー（ラダメス）、フェドーラ・バルビエーリ（アムネリス）、ティート・ゴッビ（アモナスロ）、ジュゼッペ・モデスティ（イタリア語版）（ラムフィス）、ニコラ・ザッカリア（エジプト王）
- 『リゴレット』（1955年、コロムビア＝EMI）トゥリオ・セラフィン指揮ミラノ・スカラ座管弦楽団演奏：ティート・ゴッビ（リゴレット）、カラス（ジルダ）、ジュゼッペ・ディ・ステファーノ（マントヴァ公爵）、ニコラ・ザッカリア（スパラフチーレ）、アドリアーナ・ラッツァリーニ（イタリア語版）（マッダレーナ）
- 『イル・トロヴァトーレ』（1956年、コロムビア＝EMI）ヘルベルト・フォン・カラヤン指揮ミラノ・スカラ座管弦楽団演奏：ジュゼッペ・ディ・ステファーノ（マンリーコ）、カラス（レオノーラ）、フェドーラ・バルビエーリ（アズチェーナ）、ロランド・パネライ（ルーナ伯爵）、ニコラ・ザッカリア（フェランド）
- 『ラ・ボエーム』（1956年、コロムビア＝EMI）アントニーノ・ヴォットー指揮ミラノ・スカラ座管弦楽団演奏：ジュゼッペ・ディ・ステファーノ（ロドルフォ）、カラス（ミミ）、ロランド・パネライ（マルチェッロ）、アンナ・モッフォ（ムゼッタ）、ニコラ・ザッカリア（コッリーネ）
- 『仮面舞踏会』（1956年、コロムビア＝EMI）アントニーノ・ヴォットー指揮ミラノ・スカラ座管弦楽団演奏：ジュゼッペ・ディ・ステファーノ（リッカルド）、カラス（アメリア）、ティート・ゴッビ（レナート）、フェドーラ・バルビエーリ（ウルリーカ）、エウジェニア・ラッティ（イタリア語版）（オスカル）
- 『セビリアの理髪師』（1957年、コロムビア＝EMI）アルチェオ・ガリエラ指揮フィルハーモニア管弦楽団演奏：カラス（ロジーナ）、ルイジ・アルヴァ（アルマヴィーヴァ伯爵）、ティート・ゴッビ（フィガロ）、ニコラ・ザッカリア（ドン・バジリオ）
- 『夢遊病の女』（1957年、コロムビア＝EMI）アントニーノ・ヴォットー指揮ミラノ・スカラ座管弦楽団演奏：カラス（アミーナ）、ニコラ・モンティ（エルヴィーノ）、ニコラ・ザッカリア（ロドルフォ）、エウジェニア・ラッティ（リーザ）、フィオレンツァ・コッソット（テレーザ）
- 『トゥーランドット』（1957年、コロムビア＝EMI）トゥリオ・セラフィン指揮ミラノ・スカラ座管弦楽団演奏：カラス（トゥーランドット）、エウジェニオ・フェルナンディ（イタリア語版）（カラフ）、エリーザベト・シュヴァルツコップ（リュー）、ニコラ・ザッカリア（ティムール）、マリオ・ボリエッロ（ピン）、ピエロ・デ・パルマ（ポン）
- 『マノン・レスコー』（1957年、コロムビア＝EMI）トゥリオ・セラフィン指揮ミラノ・スカラ座管弦楽団演奏：カラス（マノン）、ジュゼッペ・ディ・ステファーノ（デ・グリュー）、ジュリオ・フィオラヴァンティ（レスコー）
- 『メデア』（1957年、マーキュリー・レコード/リコルディ/コロムビア＝EMI）トゥリオ・セラフィン指揮ミラノ・スカラ座管弦楽団演奏：カラス（メデア）、ミルト・ピッキ（イタリア語版）（ジャゾーネ）、レナータ・スコット（グラウチェ）、ミリアム・ピラッツィーニ（イタリア語版）（ネリス）
- 『ランメルモールのルチア』（1959年、コロムビア＝EMI）トゥリオ・セラフィン指揮フィルハーモニア管弦楽団演奏：カラス（ルチア）、フェルッチョ・タリアヴィーニ（エドガルド）、ピエロ・カプッチルリ（エンリーコ）
- 『ラ・ジョコンダ』（1959年、コロムビア＝EMI）アントニーノ・ヴォットー指揮ミラノ・スカラ座管弦楽団演奏：カラス（ジョコンダ）、ピエル・ミランダ・フェラーロ（イタリア語版）（エンツォ）、ピエロ・カプッチルリ（バルナバ）、フィオレンツァ・コッソット（ラウラ）
- 『ノルマ』（1960年、コロムビア＝EMI）トゥリオ・セラフィン指揮ミラノ・スカラ座管弦楽団演奏：カラス（ノルマ）、フランコ・コレッリ（ポリオーネ）、クリスタ・ルートヴィヒ（アダルジーザ）、ニコラ・ザッカリア（オロヴェーゾ）
- 『カルメン』（1964年、HMV＝EMI）ジョルジュ・プレートル指揮パリ・オペラ座管弦楽団演奏：カラス（カルメン）、ニコライ・ゲッダ（ドン・ホセ）、アンドレア・ギオー（フランス語版）（ミカエラ）、ロベール・マサール（フランス語版）（エスカミーリョ）、ジャーヌ・ベルビエ（メルセデス）
- 『トスカ』（1964年、HMV＝EMI）ジョルジュ・プレートル指揮パリ音楽院管弦楽団演奏：カラス（トスカ）、カルロ・ベルゴンツィ（カヴァラドッシ）、ティート・ゴッビ（スカルピア）

## 出演した映画
- 『マリア・カラス　伝説のオペラ座ライブ』（1958年／フランス）
- 『王女メディア』（1969年／イタリア・フランス・西ドイツ合作）
- 『マリア・カラスの真実』（2007年／フランス）
- 『ミラノ・スカラ座　魅惑の神殿』（2015年／イタリア）
- 『私は、マリア・カラス』（2017年／フランス）

## マリア・カラスを扱った映画
- 『永遠のマリア・カラス』（2002年／イタリア・フランス・イギリス・ルーマニア・スペイン合作）
- 『 Maria（原題）』（2024年／ドイツ・アメリカ・イタリア合作）

## 日本のテレビ番組出演
- スター千一夜（フジテレビ、1974年11月4日）

## マリア・カラスを扱った作品
近年、彼女の功績をたたえ映画製作も相次いでいる。2002年（日本公開は2003年）にはカラスと個人的な親交もありオペラ演出家としても名高いフランコ・ゼフィレッリ監督による『永遠のマリア・カラス』が作られた。2005年（日本では2008年公開）には没後30周年企画としてカラスとオナシスの関係に焦点を当てた『マリア・カラス 最後の恋』が、2007年（日本では2009年公開）にはドキュメンタリー映画『マリア・カラスの真実』、2017年（日本では2018年公開）にはドキュメンタリー『私は、マリア・カラス』が公開されている。2022年10月、パブロ・ララインが伝記映画を監督することが決まった。アンジェリーナ・ジョリーがマリア・カラスを演じる。

## 脚注

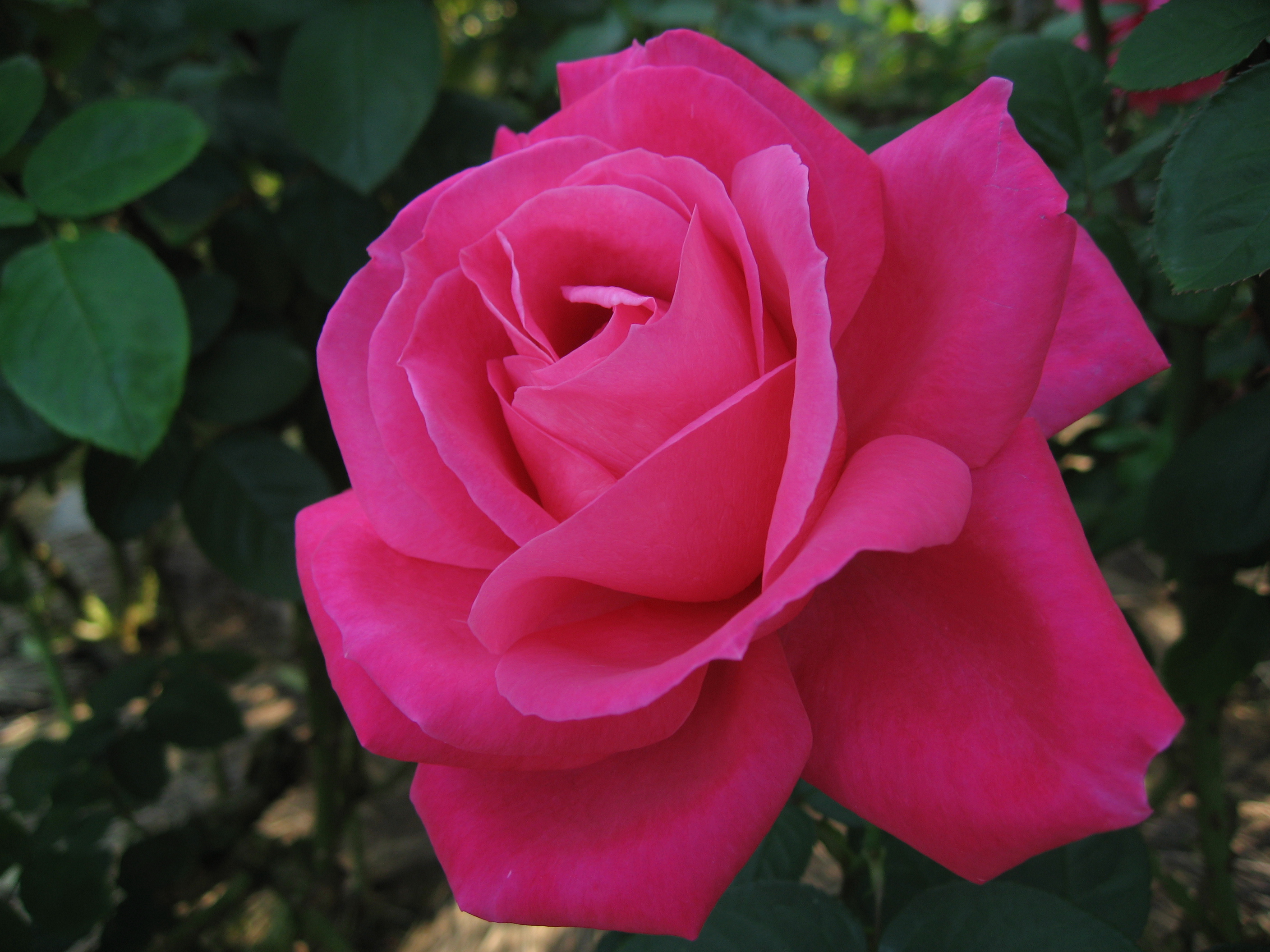
バラ「マリア・カラス」(HT) Meilland (1965)

## 日本語参考文献
- ピエール=ジャン・レミ『マリア・カラス ひとりの女の生涯』矢野浩三郎訳、みすず書房、1984年
- ジョバンニ・バッティスタ・メネギーニ『わが妻マリア・カラス』南条年章訳、音楽之友社、1984年
- クリスティーナ・G.キアレッリ『マリア・カラス情熱の伝説』吉岡芳子訳、新潮社、1987年
- デーヴィッド・A.ロウ編 『マリア・カラス 批評・思い出・記録』千代田晶弘訳、新書館、1988年
- ナディア・スタンチョフ 『マリア 回想のマリア・カラス』蒲田耕二訳、音楽之友社、1989年
- ジョン・アードイン『マリア・カラスオペラの歌い方 ジュリアード音楽院マスタークラス講義』西原匡紀訳、音楽之友社、1989年
- レンツォ・アッレーグリ『真実のマリア・カラス』小瀬村幸子訳、フリースペース、1994年
- マリア・ディ・ステーファノ、フランカマリア・トラーパニ『わが敵マリア・カラス』井内美香訳、新書館、1994年
- ミヒャエル・ブリックス『マリア・カラス舞台写真集』浅野洋、鳴海史生訳、アルファベータ、1997年
- レンツォ・アッレーグリ、ロベルト・アッレーグリ『カラスbyカラス 写真と言葉が伝えるマリア・カラスの生涯』小瀬村幸子訳、音楽之友社、1998年
- アッティラ・チャンパイ『マリア・カラス 伝説の肖像 写真集』小松淳子訳、アルファベータ、1999年
- 野口典久『評伝　ひとつの時代を築きあげた二人のギリシア人の軌跡を辿る 今世紀最高のオペラ歌手マリア・カラスと世界一の海運王オナシスの生涯』創栄出版、1999年
- 『マリア・カラス伝説の名唱集』音楽之友社、2002年
- ユルゲン・ケスティング『マリア・カラス』鳴海史生訳、アルファベータ、2003年（叢書・20世紀の芸術と文学）
- アン・エドワーズ 『マリア・カラスという生きかた』岸純信訳、音楽之友社、2003年
- ステリオス・ガラトプーロス『マリア・カラス 聖なる怪物』高橋早苗訳、白水社、2004年
- 永竹由幸『マリーア・カラス 世の虚しさを知る神よ』東京書籍、2007年